# Castanopsis argyrophylla
Castanopsis argyrophylla är en bokväxtart som beskrevs av George King och Joseph Dalton Hooker. Castanopsis argyrophylla ingår i släktet Castanopsis och familjen bokväxter. Inga underarter finns listade.